# Uppsala Konsert & Kongress

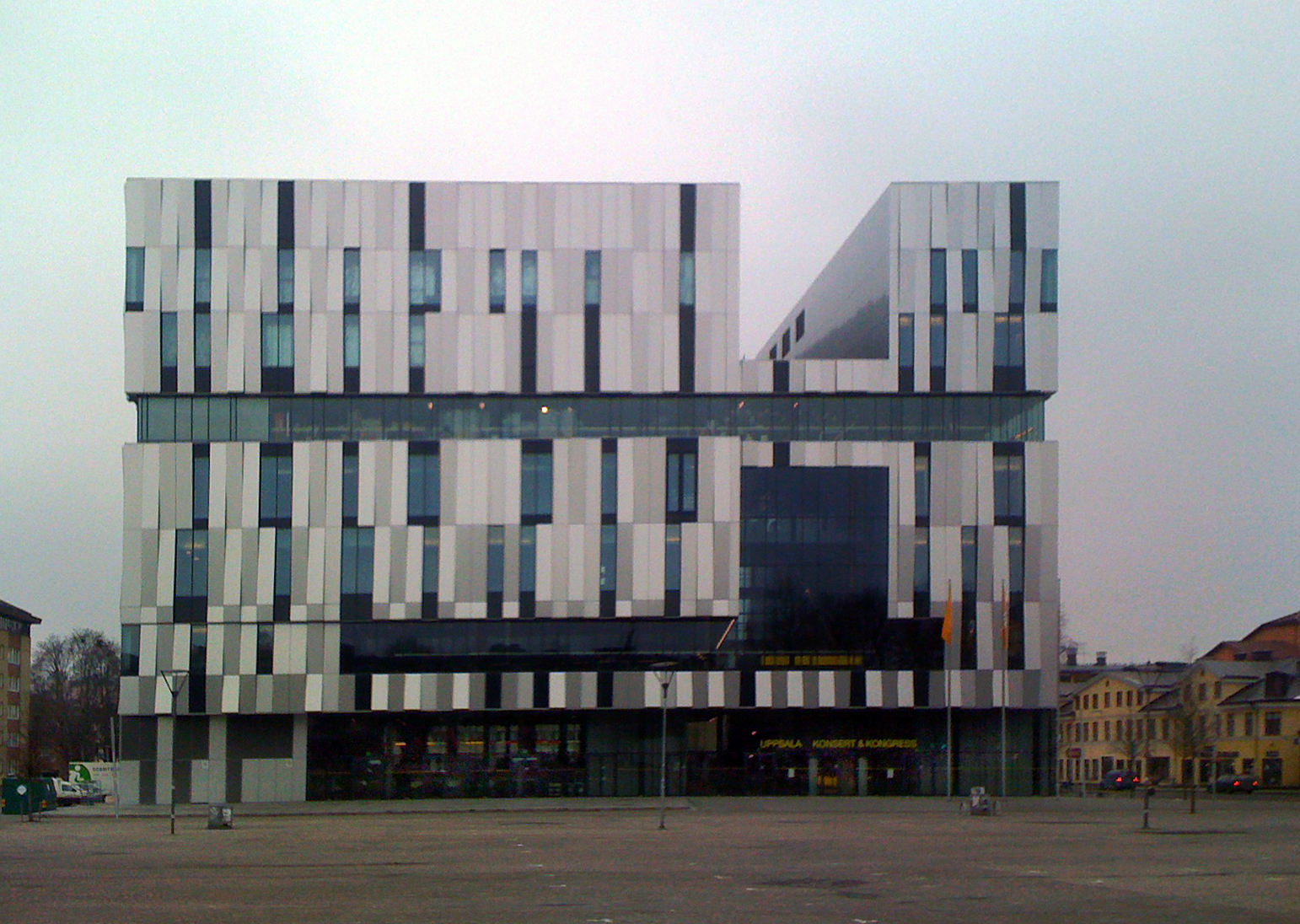
Uppsala Konsert & Kongress sett från Vaksala torg den 5 februari 2014.

Uppsala Konsert & Kongress (förkortat UKK) är en konsert- och konferensbyggnad i kvarteret Gerd vid Vaksala torg i Uppsala om totalt 14 600 m². Den officiella invigningen av huset ägde rum lördagen den 1 september 2007. Byggprojektet hade föregåtts av en lång och engagerad politisk debatt i Uppsala kommun. Innan konserthuset byggdes och 2006 fick sitt nuvarande namn kallades det ofta för Musikens Hus, ett namn som fortfarande förekommer i folkmun.

## Förhistoria
Förslaget att bygga ett konserthus i Uppsala har debatterats sedan 1910-talet, under den period då konserthus byggdes eller planerades i många andra medelstora svenska städer.
- De första diskussionerna om ett konserthus i Uppsala inleddes på allvar 1912.[3]
- 1936 föreslog Uppsalas stadsarkitekt Gunnar Leche en konserthusbyggnad vid Kungsgatan.
- 1960 lämnade kulturredaktören i Svenska Dagbladet, Leif Carlsson (m), in en motion om att frågan om ett konserthus borde utredas.
- 1968 fick director musices Carl Rune Larsson i uppdrag att utreda musiklivets framtida organisation i Uppsala. Han konstaterade bland annat att universitetsaulan, Uppsalas då främsta arena för musikevenemang, hade en "vansklig akustik".
- I juli 1973 var Carl Rune Larssons omfattande utredning klar. Han påpekade bland annat att det saknades lämpliga arbetslokaler för stadens körer samt regionmusikavdelningen. Utredarens förslag innebar att en konsertsal för 2 000 åhörare samt en liten sal för 600 personer borde inrättas. Kvarteret Gerd var den överlägset bästa platsen, ansåg utredaren.[4]
- I februari 1992 beslutade kommunfullmäktige att bolaget Musikens Hus AB skulle låta byggföretaget BPA uppföra ett Musikens Hus för 115 miljoner kronor. Förebilden skulle vara AROS arkitekters förslag "Samklang", det vinnande bidraget i en arkitekttävling. Huset skulle stå färdigt hösten 1995, var det tänkt.
- Under 1993 debatterades förslaget och tonläget skruvades upp. I november samma år avgjorde så kommunfullmäktige frågan och med ett par rösters övervikt ogillades förslaget.
- I maj 1994 gavs Arcum arkitekter uppdraget att utreda om gamla Nannaskolan kunde omvandlas till ett konserthus, med erforderliga tillbyggnader på skolgårdens utrymme.
- 1999 presenterade arkitekten Bo Karlberg från Göteborg ett förslag om ett kombinerat konsert- och kongresshus i Nannaskolan. Kongressverksamheten var tänkt att bidra till finansieringen av verksamheten. En majoritet av kommunpolitikerna ansåg emellertid att Nannaskolans läge var olämpligt.

## Historia
En ny arkitekttävling utlystes 2002 för ett tänkt kombinerat konsert- och kongresshus i Kvarteret Gerd. Vinnare blev den Köpenhamnsbaserade arkitekten Henning Larsens firma (Henning Larsens Tegnestue A/S) med en byggnad kallad "Uppsalakristallen". Den 28 oktober samma år beslutade Uppsala kommunfullmäktige, med 49 röster mot 32, att planeringen för ett konsert- och kongresshus i Kvarteret Gerd skulle inledas.
Fastighetskontoret utsåg 2003 Gabriel Vikholm till projektledare för projektering, byggande och samordning med Kulturkontoret och Gatu o trafikkontoret, samt för de verksamhetsanpassningar som slutfördes under 2008. När beslutet att bygga Konserthuset väl var fattat utsågs byggföretaget Peab till generalentreprenör 2004. Det första spadtaget togs den 5 april 2005. 2006 bytte byggnaden officiellt namn från "Musikens hus" till Uppsala Konsert & Kongress.

### Invigning
Den 31 augusti 2007, dagen före den officiella invigningen, anordnades en festkväll i huset för "unga vuxna". Kulturutövare, arrangörer, medierepresentanter, studentaktiva och unga makthavare var inbjudna. Ett antal biljetter hade också funnits till försäljning och utlottning. Gästerna bjöds på en lättare supé och förfriskningar. Invigningstalare var Karolina Hilding och Magnus Graner. Under kvällen uppträdde bland andra Differnet, Juvelen, Kleerup, DJ Large, Kajfes Headspin, Organism 12, AFC och Dizzee Rascal.
Den officiella invigningen av Uppsala Konsert & Kongress ägde rum den 1 september 2007. Närvarande vid invigningen var bland andra byggprojektets chefsarkitekt Johnny Svendborg, Uppsala läns landshövding Anders Björck, Unicef-ordföranden Birgitta Dahl och artisten Owe Thörnqvist. Uppsala Kammarorkester under ledning av dirigenten Paul Mägi svarade för den musikaliska inledningen. Föreningen Musikens Hus Vänner hade skänkt en Steinwayflygel, som invigdes av Per Tengstrand. Därefter uppträdde bland andra operasångerskan Inger Dam-Jensen, fadosångerskan Mariza, pianisten Anders Widmark, folkmusikgruppen Väsen, Trio X, den kurdiske temburspelaren Sivan Perwer och Allmänna Sången. Utanför huset visades en ljusinstallation av konstnären Katarina Löfström. Invigningens konferencier var tv-profilen Tilde de Paula.

## Utmärkelser
Uppsala Konsert & Kongress har tilldelats flera priser och utmärkelser:
- Guldmedalj vid Biennalen i Miami Beach, klassen för större offentliga byggnader[5]
- Stora Samhällsbyggarpriset 2008
- Svenska Fabriksbetongförenings utmärkelse "Helgjutet", vid en ceremoni vid Byggmässan i Älvsjö 2008.
- 2008 års Stadsmiljöpris från Upsala Nya Tidning

## Symbolvärde
Enligt en undersökning utförd av George A. Berglund, publicerad i Uppsalatidningen 5 november 2010, uppfattar nära sju av tio uppsalabor att byggnaden är eller kan bli en symbol för Uppsala i klass med Uppsala Slott och Uppsala Domkyrka. Samma undersökning visar samtidigt på att en majoritet anser att interiören är alltför ogästvänlig, och i folkmun har byggnaden bland annat fått öknamnet "Forsmark 4".

## Finansiering
Byggnaden kostade cirka 529 miljoner kronor att bygga, varav 200 miljoner kronor finansierades genom att kommunen sålde tillgångar.[källa behövs]

## Kapacitet
Enligt Uppsala Konsert & Kongress är kapaciteten på de olika lokalerna:
| Lokal                       | sittande             | stående  |
| --------------------------- | -------------------- | -------- |
| Stora salen                 | 1 140                |          |
| Sal B                       | 340                  | 390      |
| Sal C                       | 120                  | 150      |
| Sal D                       | 900                  | 960/1500 |
| Konferensutrymmen på plan 3 |                      |          |
| Konferensrum K1             | biosittning 46       |          |
| Konferensrum K2             | biosittning 30       |          |
| Konferensrum K3             | biosittning 46       |          |
| Konferensrum K4             | biosittning 58       |          |
| Konferensrum K5             | styrelsemöblering 12 |          |
| Konferensrum K6             | styrelsemöblering 10 |          |
| Konferensutrymmen på plan 7 |                      |          |
| Konferensrum K7             | biosittning 40       |          |
| Konferensrum K8             | styrelsemöblering 8  |          |
| Konferensrum K9             | styrelsemöblering 8  |          |
| Lounge                      | mingel 60            |          |

- K3 och K4 kan slås ihop till ett större konferensrum, vilket ger plats för ca 90 personer.
- Sal D kan användas för till exempel utställningar, med total yta på 900 m².
- Husets totala utställningsyta beräknas till ca 2 500 m².

### Fotnoter
1. ↑  ”Hartwig ångrar ingenting - nästan”. UNT. 1 september 2007. Arkiverad från originalet den 4 september 2007. https://web.archive.org/web/20070904055227/http://www2.unt.se/avd/1%2C1786%2CMC%3D1-AV_ID%3D647814%2C00.html?from=read_more.
2. ↑  ”Musikens hus och öppettider”. http://falhagen.blogspot.se/2010/06/musikens-hus-och-oppettider.html. Läst 7 oktober 2016.
3. 1 2  ”Tidslinje - Musikens hus”. UNT. 30 augusti 2007. http://www.unt.se/uppland/uppsala/tidslinje-musikens-hus-298666.aspx.
4. ↑  Musikens hus' webbplats Arkiverad 24 augusti 2007 hämtat från the Wayback Machine.
5. ↑  Arkitekten: Uppsala konserthus vann guld Arkiverad 27 september 2011 hämtat från the Wayback Machine., februari 2008
6. 1 2  ”Uppsalatidningen 2010 - nr 44 - Flashpublisher 2.0”. pdf.direktpress.se. Arkiverad från originalet den 24 augusti 2011. https://web.archive.org/web/20110824044236/http://pdf.direktpress.se/flashpublisher/magazine/2228?page=22. Läst 8 oktober 2016.
7. ↑  ”Uppsalaborna köade till sitt nya konserthus”. DN.SE. 3 september 2007. https://www.dn.se/kultur-noje/uppsalaborna-koade-till-sitt-nya-konserthus/. Läst 17 november 2019.
8. ↑  UKK om lokalkapacitet Arkiverad 16 januari 2006 hämtat från the Wayback Machine.